# Alessandro Macchiavelli
Alessandro Macchiavelli (Bologna, 26 ottobre 1693 – Bologna, 23 ottobre 1766) è stato uno scrittore e storico italiano che ebbe fama di falsario e mistificatore avendo inserito nelle proprie opere fatti e personaggi del tutto inventati.

## Biografia
Nacque in una famiglia della borghesia da Giovanni Antonio e Laura Filippucci. Dopo un regolare corso di studi presso l'Università di Bologna, si laureò in diritto canonico e civile il 18 febbraio 1723. Lo stesso anno divenne lettore universitario di diritto civile, incarico che mantenne fino al 1758, quando divenne lettore di diritto canonico. Nel contempo esercitò la professione di avvocato che gli permise di accedere a cariche importanti quali il tribuno della plebe e consultore del Sant'Uffizio. Dedicatosi alla scrittura e alla storiografia, godeva di un "grandissimo credito" per le riconosciute capacità intellettuali e professionali, la vasta erudizione e le già numerose pubblicazioni.
In seguito divenne oggetto di discredito per aver scritto su fatti e personaggi inventati per dar lustro a suoi concittadini del passato.
Si vantò di essere un "filosofo platonico", sostenendo di aver ricevuto il titolo dal Papa Clemente XI, ma non vi è alcuna documentazione a supporto di questa sua affermazione. Scrisse di far parte dell'“Accademia dei Filopatri”, da lui stesso fondata, ma anche di questo non esiste alcun riscontro. 
La sua prima opera letteraria fu Collatii Macchiavelli abnepotis De Bononiensis Ecclesiae, atque urbis gubernio (1720), sotto forma di lettera inviata ad un non meglio precisato e individuato “Johannes Ermet Deusset”. Seguì Bononiae in Picardia civis et philosophus, una storia della città di Bologna che abbracciava un periodo molto ampio, che andava dagli etruschi ai tempi in cui visse.
La fama di scrittore poco scrupoloso nella scelta delle fonti e di inventore di autori e documenti inesistenti fu dovuta ad altre opere come De veteri bononeno argenti bononiae dissertatio historico legalis del 1721, in cui descrisse «varie monete antiche, che mai non hanno avuto esistenza».
A lui si deve anche il falso storico di Alessandra Giliani, inesistente figura di anatomista medievale, un'invenzione di sana pianta in cui Macchiavelli sarebbe stato mosso da una duplice motivazione ideologica: da un lato, il desiderio di glorificare il passato della sua città, dall'altro, una dedizione alla causa del "femminismo".
Talora attribuiva i suoi lavori al fratello Carlo Antonio o alla sorella Maria Elisabetta. Per esempio, nel 1722, a nome del fratello Carlo Antonio, pubblicò l'opera Bitisia Gozzadina seu De mulierum doctoratu apologetica legalis-historica dissertatio, sulla fantomatica figura di Bettisia Gozzadini, a sostegno della richiesta di concedere una laurea in diritto alla contessa Maria Vittoria Delfini Dosi.
Morì a Bologna, dove era sempre vissuto, e fu sepolto nella chiesa dei Santi Vitale e Agricola in Arena, presso il Torresotto di San Vitale.